# Gyula Dobay
Gyula Dobay (Seghedino, 18 novembre 1937 – Budapest, 11 giugno 2007) è stato un nuotatore ungherese.
Specializzato nello stile libero, ha partecipato ai Giochi di Melbourne 1956, di Roma 1960 e di Tokyo 1964.
Ai Campionati europei di nuoto del 1958 ha vinto 1 argento nella Staffetta 4x100m mista, e 2 btonzi, rispettivamente nei 100m sl e nella Staffetta 4x200m sl.
È stato il marito della nuotatrice olimpica Csilla Madarász.